# Triazin

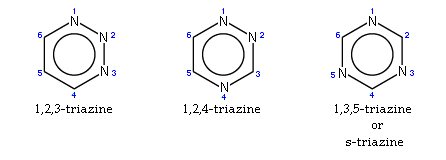
Tři izomery triazinu

Triazin je společné označení pro tři izomery organické sloučeniny, jejíž sumární vzorec je C3H3N3.

## Struktura
Struktura triazinu je heterocyklický kruh, analogický šestičlennému benzenovému kruhu, kde jsou však tři atomy uhlíku nahrazeny atomy dusíku. Tři izomery se vzájemně liší pozicemi dusíkových atomů, označují se 1,2,3-triazin, 1,2,4-triazin a 1,3,5-triazin. Mezi další aromatické heterocyklické dusíkaté sloučeniny patří pyridiny s jedním atomem dusíku v kruhu, diaziny se dvěma atomy a tetraziny se čtyřmi atomy dusíku. Triaziny jsou slabší zásady než pyridin.

## Použití
Nejznámějším derivátem 1,3,5-triazinu je melamin se třemi aminovými substituenty používaný při výrobě pryskyřic. Dalším triazinem široce používaným v pryskyřicích je benzoguanamin. Triazinové sloučeniny se často používají jako základ různých herbicidů, například kyanurchloridu (2,4,6-trichlor-1,3,5-triazinu). Triaziny substituované chlorem se používají i jako reaktivní barviva. Tyto sloučeniny reagují prostřednictvím chlorové skupiny s hydroxylovou skupinou přítomnou v celulózových vláknech v nukleofilní substituci, ostatní triazinové pozice obsahují chromofory. Směsi triazinů s vodou se používají také pro odstraňování sulfanu ze zemního plynu.
Série derivátů 1,2,4-triazinu známé jako BTP jsou považovány za možná extraktancia pro použití pro pokročilé opětovné přepracování použitého jaderného paliva. BTP jsou molekuly obsahující dvě 1,2,4-triazin-3-ylové skupiny vázané na pyridinový kruh.